# Phyllodactylus pulcher
Espèce
Synonymes
- Phyllodactylus spatulatus Cope, 1863

Phyllodactylus pulcher est une espèce de geckos de la famille des Phyllodactylidae.

## Répartition
Cette espèce est endémique de Barbade.

## Étymologie
Le nom spécifique pulcher vient du latin pulcher, beau, en référence à l'aspect de ce saurien.

## Publication originale
- Gray, 1830 : Spicilegia Zoologica, vol. 2.